# Frede
Suzanne Jeanne Baulé (París, 8 de noviembre de 1914-Mareil-le-Guyon, 13 de febrero de 1976), más conocida como Frede, fue una anfitriona y directora de cabarés francesa, en París y Biarritz. Abiertamente lesbiana, Frede fue la primera en permitir que mujeres bailaran juntas en un cabaré clásico. Es conocida por sus relaciones lésbicas con las actrices Marlene Dietrich, Zina Rachevsky, Lana Marconi y María Felix. Ha sido representada como personaje en los libros de Patrick Modiano.

## Biografía

### Debut enLe Monocley encuentro con Marlene Dietrich
Suzanne Jeanne Baulé nació en París el 8 de noviembre de 1914, su madre era una obrera de la industria de pasamanería y adornos de plumas y su padre un agente de seguros, quienes la llamaron «Jeannette». Vivían en el número 19 de la Rue Labat, en el barrio de Clignancourt en el XVIII Distrito de París. Baulé estudió en la École Duperré antes de empezar a trabajar pintando decorados en el Folies Bergère. Se convirtió en entrenadora en Le Monocle, un club nocturno para mujeres ubicado en Boulevard Edgar-Quinet en París. En este momento adoptó el seudónimo de Frede y comenzó a emplear ropa masculina, costumbre que conservaría toda su vida. Una noche de diciembre de 1935, en Le Monocle, conoció a Anaïs Nin. En su diario, Nin describe los «ojos azules brillantes», la «cara redonda», la «nariz pequeña» y los «rasgos suaves» de Frede.
También fue en Le Monocle donde conoció a Marlene Dietrich en 1936, con quien mantuvo un romance hasta la guerra. La correspondencia en los archivos de Marlene Dietrich en Berlín indica que las dos mujeres siguieron siendo amigas hasta la década de 1970.
Con el apoyo de Dietrich, Frede dejó Le Monocle y abrió su propio cabaré femenino en diciembre de 1938. Ubicado en 58 Rue Notre-Dame-de-Lorette, cerca de Quartier Pigalle, fue nombrado La Silhouette, en honor a un famoso cabaré de mujeres en Berlín que a Dietrich le gustaba.

### Segunda Guerra Mundial
Poco después del estallido de la Segunda Guerra Mundial en septiembre de 1939, Frede dejó París y La Silhouette y se fue a Biarritz. En diciembre de 1939, con su pareja Germaine Dupuy, abrió un establecimiento nocturno, Le Touch-Wood, en Boulevard de la Grande-Plage.
Permaneció en Biarritz hasta 1943, cuando regresó temporalmente a París. Luego trabajó durante un tiempo en el Triolet, Rue Galilée, en la cima de la avenida de los Campos Elíseos, luego volvió temporalmente a su nombre de Suzanne Baulé y se escondió hasta el final de la guerra con su hermano menor Pierre en Voisines (Yonne).

### Le Carroll's
Al regresar a París al final de la guerra, Frede dirigió un bar en 1945-46 ubicado en la plaza Villaret-de-Joyeuse. En 1948, fue contratada como directora del cabaré Le Carroll's, ubicado en el número 36 de la Rue de Ponthieu, cerca de los Campos Elíseos. Se convirtió en uno de los cabarés más elegantes de París, con espectáculos con Charles Aznavour, Dany Dauberson y Marcel Mouloudji. Algunos de los otros artistas grabaron un disco de 1959, Une soirée exceptionnelle au Carroll's présentée par Frede (Una velada excepcional en Carroll's presentada por Frede). Estos programas atrajeron a muchas personalidades, particularmente del mundo del cine: Brigitte Bardot, Orson Welles, Gary Cooper, Rita Hayworth, Marlon Brando, Jean Gabin, Françoise Sagan y Erich von Stroheim.
En 1949, Frede fue la primera en permitir que las mujeres bailaran juntas en un cabaré clásico, aunque la ley lo prohibía. Poco a poco, cambió el ambiente de Le Carroll's, que se convirtió en un lugar de encuentro de lesbianas.
Durante este período, mantuvo relaciones con las actrices Zina Rachevsky y Lana Marconi, la última esposa de Sacha Guitry. «Prácticamente viví con Sacha durante cuatro años», dijo Frede en 1974. También tuvo un romance apasionado con la estrella de cine mexicana María Félix.
En 1960, el propietario de Le Carroll's, Jacques Sicre, sintió que el tiempo de Frede ya había terminado. Encomendó el establecimiento a un exactor, François Patrice, quien le cambió el nombre a La Licorne. Frede y su compañera estadounidense, Miki Leff, crearon un club nocturno también llamado Le Carroll's, en el número 12 de la Rue Sainte-Anne, el sitio de la antigua La Vie Parisienne, que Suzy Solidor ocupó antes de la Segunda Guerra Mundial y luego fue recogido por Colette Mars. Aquí, los clientes incluyeron a Salvador Dalí, Michèle Morgan, Pauline Carton, Darryl F. Zanuck y, una vez más, Dietrich.
Sufriendo de leucemia, en septiembre de 1970, Frede finalmente vendió este segundo Le Carroll's a Fabrice Emaer. Se retiró a su casa de campo en Mareil-le-Guyon. Frede murió allí, asistida por Leff, el 13 de febrero de 1976.
El periódico France Soir escribió en su necrológica que «Quien, por estado civil, nunca fue más que Frédérique Baulé  [sic], debe ser considerada como uno de las más grandes seductoras de su tiempo». Está enterrada en el cementerio de Mareil-le-Guyon.

## Representación por Patrick Modiano
La historia de Frede, una mujer que siempre se vestía de hombre, fascinaba al escritor Patrick Modiano, ganador del Premio Nobel de Literatura en 2014, cuya madre conocía a Frede. Modiano la retrató como un personaje en su novela Remise de peine (Sentencia suspendida) y un dibujo que la representa ilustra las portadas de las primeras ediciones de bolsillo. También mencionó a Frede en su autobiografía Un pedigree.